# جون ووكر (لاعب كريكت بريطاني)
جون ووكر (1854 - ) (بالإنجليزية: John Walker)‏ هو لاعب كريكت بريطاني.